# Мулова жаба
Мулова жаба (Pelodytes) — рід земноводних родини Мулові жаби підряду Безхвості. Має 4 види, з яких 1 є вимерлим.

## Опис
Загальна довжина досягає 5, іноді 6 см. Барабанна перетинка помітна. Зіниця каплевидний. Шкіра вкрита великою кількістю горбочків, які можуть утворювати гребені. Плавальні перетинки на задніх кінцівках майже не виражені (видно лише як облямівка з боків пальців). Внутрішній п'ятковий бугор невеликий. У самців є внутрішні парні резонатори з щілиноподібні отворами. Забарвлення зверху коричнювата або зелена.
Пуголовки невеликі — до 67 мм. Зябровий отвір (спіракулюм) знаходиться зліва, спрямований назад і вгору. Анальний отвір знаходиться на середній лінії тулуба. Дзьоб світлий з чорним краєм. Сосочки на верхній частині ротового диска відсутні (вище боків). Кінець хвоста не загострено.

## Спосіб життя
Пересуваються зазвичай суходолом. Іноді риють ямки у ґрунті. Харчуються здебільшого безхребетними, у пуголовок раціон більш різноманітний. У воді перебувають лише у шлюбний сезон.

## Розповсюдження
Мешкають у південно-західній Європі та на Кавказі.

## Види
- Pelodytes caucasicus
- Pelodytes ibericus
- Pelodytes punctatus
- †Pelodytes arevacus